# Lavendel
Lavendel (Lavandula) er en lille slægt med 39 arter i et område, der strækker sig fra Kap Verde og de Kanariske øer, Middelhavsområdet, Østafrika og Mellemøsten til det sydøstlige Indien. Det er stedsegrønne eller vintergrønne buske eller halvbuske med kompakt vækstform og tæt behårede blade. Bladene er linjeformede til lancetformede med indrullet rand. Oversiden er grågrøn, mens undersiden er hvidfiltet. Blomsterne er samlet i endestillede, akslignende stande, hvor de enkelte blomster er énsymmetriske med blå til violette kronblade. Frugterne er 4-rummede kapsler med hver ét frø.
| Beskrevne arter |

- Ægte lavendel (Lavandula angustifolia)
- Tandet lavendel (Lavandula dentata)
- Bredbladet lavendel (Lavandula latifolia)
- Sommerfuglelavendel (Lavandula stoechas)

| Andre arter |

| - Lavandula antineae - Lavandula aristibracteata - Lavandula atriplicifolia - Lavandula bipinnata - Lavandula bramwellii - Lavandula buchii - Lavandula cariensis - Lavandula citriodora - Lavandula coronopifolia - Lavandula dhofarensis - Lavandula erythraeae - Lavandula galgalloensis | - Lavandula gibsonii - Lavandula lanata - Lavandula macra - Lavandula mairei - Lavandula maroccana - Lavandula minutolii - Lavandula multifida - Lavandula nimmoi - Lavandula pedunculata - Lavandula pinnata - Lavandula pubescens - Lavandula qishnensis | - Lavandula rejdalii - Lavandula rotundifolia - Lavandula saharica - Lavandula samhanensis - Lavandula setifera - Lavandula somaliensis - Lavandula spica - Lavandula sublepidota - Lavandula subnuda - Lavandula tenuisecta - Lavandula viridis |